# Горан Чабрило
Горан Чабрило (Чајниче, 1. јул 1958) је српски шаховски велемајстор који од 1971. живи у Младеновцу.

## Каријера
Горан Чабрило је постао међународни мајстор шаха 1980. а велемајстор 1995. године.
Више пута је учествовао у финалима Појединачног првенства Југославије у шаху. Његов најбољи резултат на овим турнирима је два пута 5. место (1989, 1990).
1990. у Манили је учествовао на Светском шаховском првенству међузонског турнира где је делио од 40. до 47. места.
Победник је многих међународних шаховских турнира, од који се могу издвојити турнири у Трнави (1981), Суботици (1992), Вршцу (2006) и Београду (2008).
Чабрило је играо за трећи тим репрезентације Југославије на 29. шаховској олимпијади у Новом Саду (1990), где је на другој табли имао четири победе, три ремија и три пораза.
Чабрило је 1990. играо за Југославију на 21. шаховској Балканијади у Кавали, где је на петој табли имао по једну победу и један пораз, уз четири ремија. Освојио је екипно златну и појединачно бронзану медаљу.
Играо је партије против Таља, Бронштајна, Гелера, Иванчука, Гуљкова, Романишина, Бељавског, Дорфмана, Ларсена, Георгијуа, Портиша и многих других велемајстора.